# 肯德爾·施密特
肯德爾·施密特（英語：Kendall Schmidt，1990年11月2日—）是美國的一位演員。他出演過眾多電視劇作品，包括失踪現場、靈感應、奇異果女孩等。他的兄弟凱文·施密特也是一位藝人。

## 外部連結
- Official Site of Big Time Rush
- Kendall Schmidt在互联网电影资料库（IMDb）上的資料（英文）
- 肯德爾·施密特的X（前Twitter）